# Senostoma mcalpinei
Senostoma mcalpinei là một loài ruồi trong họ Tachinidae.